# Olympic Aviation
Olympic Aviation war eine Tochtergesellschaft der Olympic Airlines. Sie wurde von den Griechen auch „kleine Olympic“ genannt.
Eine 1970 geschaffene Flugakademie betrieb das Training an Flugsimulatoren für Flugzeuge der Typen ATR-42/-72 und Boeing 737-200/300/400.

## Gründung und Betrieb von Olympic Aviation
Olympic Aviation wurde am 2. August 1971 durch Alexander Onassis gegründet. Zu diesem Zeitpunkt war Olympic Airways noch im Eigentum seines Vaters Aristoteles Onassis. Olympic Aviation war zuvor lediglich eine Unternehmenssparte für kleinere Flugzeuge und Hubschrauber. Die Hauptaktivität von Olympic Aviation lag darin, die griechischen Inseln mit dem Festland zu verbinden. Deswegen unterhielt die Gesellschaft eine Flotte, die aus kleinen Turboprop-Maschinen bestand, die auf den meisten Flugplätzen in Griechenland landen konnten. Olympic Aviation übernahm eine wichtige Aufgabe im Netz von Olympic Airways, weil die Bedienung der innergriechischen Verbindungen erfolgte. Außerdem lagen die Charterflüge im Aufgabenbereich von Olympic Aviation, bis Macedonian Airlines (OA) gegründet wurde.
Mit dem Ausbau der kleinen Flughäfen auf den Inseln zu vollwertigen Flughäfen gab es bald kaum Unterschiede in den Fluggastzahlen zur Muttergesellschaft, zumal auch Olympic Aviation größeres Fluggerät nutzte. Im Dezember 2003 gingen die von ihr beflogenen Linien in die Muttergesellschaft über. Olympic Aviation war fortan nur noch der Betreiber der Hubschrauberflotte und der Lufttaxis.

## Flotte

### Flotte bei Betriebseinstellung (im Dezember 2003)
- ATR 42
- ATR 72
- Boeing 717-200
- Cessna 152
- De Havilland Canada DHC-8-100
- Piper PA-28 Cherokee F
- Piper PA-44 Seminole

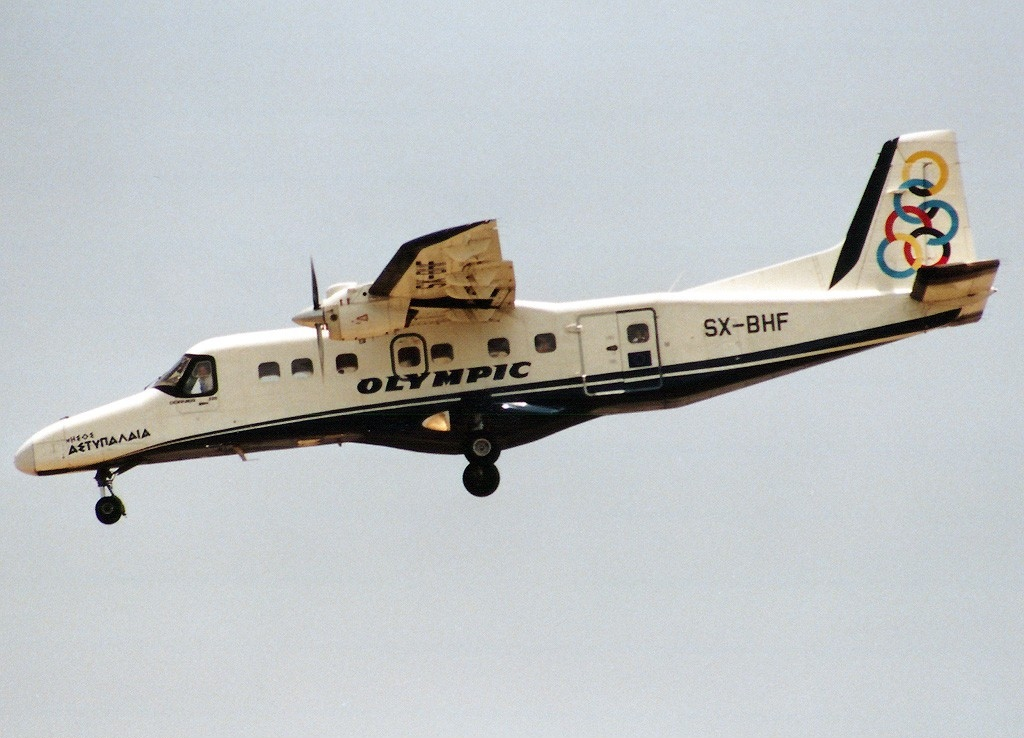
Dornier 228-201 der Olympic Aviation, 1993

Die drei Boeing 717 wurden auf den innereuropäischen Flügen von Olympic Airways eingesetzt, nachdem die Gesellschaft ihre Boeing 737-200 ausgeflottet hatte.

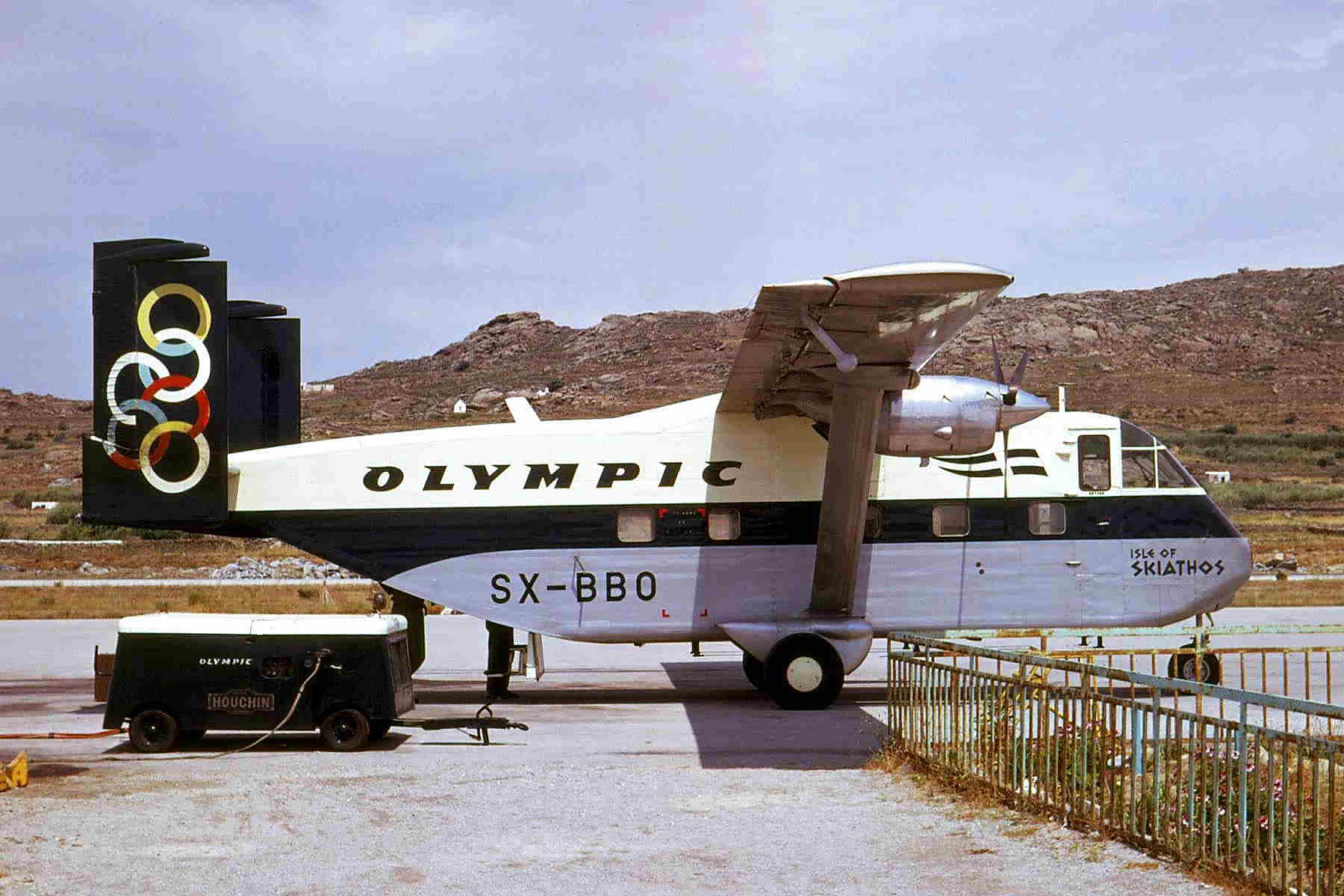
Short Skyvan der Olympic Aviation, 1975

### Zuvor eingesetzte Flugzeuge
Im Laufe der Zeit betrieb die Gesellschaft auch folgende Typen:
- Britten-Norman BN-2 Islander
- Cessna 150K Aerobat (1970–1973)
- Dornier Do-228
- Piper PA-28 Cherokee B (1969–1973)
- Piper PA-28 Cherokee E (1972–1973)
- Piper PA-23 Aztec D (1968–1992)
- Piper PA-31 Navajo (1968–1973)
- Short Skyvan
- Short 330-200

## Zwischenfälle

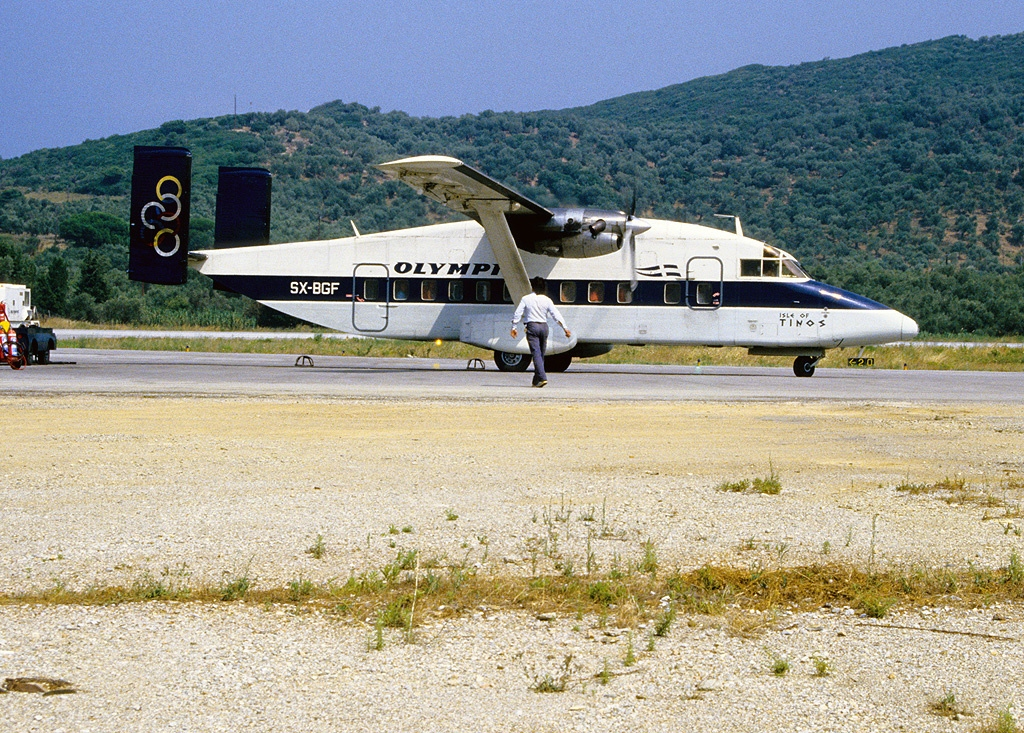
Short 330 der Olympic Aviation, 1986, baugleich mit der im August 1989 verunglückten Maschine

- Am 3. August 1989 wurde eine Short 330-200 der Olympic Aviation (Luftfahrzeugkennzeichen SX-BGE) im Anflug auf den Flughafen Samos gegen den 25 km entfernten, 1430 m hohen Berg Kerkis geflogen. Die Maschine wurde nach Sichtflugregeln geflogen, obwohl die Flughafenumgebung in Wolken lag. Durch diesen CFIT (Controlled flight into terrain) wurden alle 34 Insassen, drei Besatzungsmitglieder und 31 Passagiere, getötet.[2]

- Am 2. Mai 1997 setzte die Dornier 228-201 SX-BHG bei der Landung auf dem Flughafen Paros (1982) kurz vor der Landebahnschwelle sehr hart auf, wobei das Fahrwerk zusammenbrach. Alle 20 Insassen überlebten den Unfall; die Maschine war ein Totalschaden.[3]